# 9/11 (película de 2017)
9/11 es una película estadounidense de acción y drama de 2017 dirigida por Martin Guigui y escrita por Guigui y Steven Golebiowski. Está basada en la obra de teatro Elevator, de Patrick James Carson, que tiene lugar durante los atentados del 11 de septiembre en las Torres Gemelas del World Trade Center de Nueva York. La película está protagonizada por Charlie Sheen, Whoopi Goldberg, Gina Gershon, Luis Guzmán y Jacqueline Bisset, y se estrenó en Estados Unidos el 8 de septiembre de 2017.

## Argumento
La película comienza con una toma del horizonte del Bajo Manhattan en la madrugada del 11 de septiembre de 2001. Michael es un mensajero en bicicleta que desea un feliz cumpleaños a su hija pequeña antes de emprender su ruta de reparto. Metzie toma un café en una cafetería antes de dirigirse a la Torre Norte, donde trabaja como ascensorista. A las 8 de la mañana, el multimillonario Jeffrey Cage y su mujer, Eve, se reúnen en el despacho de abogados de la Torre Norte para firmar los papeles del divorcio. 
A las 8:46, Michael, Eve y Jeffrey descienden en un ascensor cuando el vuelo 11 de American Airlines se estrella contra las plantas 93-99 del edificio, lo que provoca que el ascensor se detenga alrededor de la planta 38 y que sus componentes electrónicos no funcionen correctamente. En el ascensor también se encuentran Eddie, un empleado de mantenimiento, y Tina, una mujer que ha venido al WTC para romper con su amante rico. Intentan abrir las puertas del ascensor para escapar, pero no lo consiguen debido a un sistema de bloqueo de seguridad.
Desde la central de ascensores de las plantas inferiores de la Torre Norte, Metzie se comunica con el grupo a través del sistema de megafonía del ascensor y les dice que su única esperanza es forzar la puerta del ascensor y enviar a Eddie a la sala de máquinas para que vuelva a cablear el ascensor. El grupo empieza a idear planes para forzar la puerta. Al principio utilizan las manos, pero está demasiado atascada, luego intentan abrir el hueco de emergencia de arriba, pero sólo se puede abrir desde fuera.
Metzie informa al grupo de que los bomberos no pueden llegar al último piso y que deben descerrajar el mecanismo de cierre para abrir las puertas. Finalmente, hacen palanca en la puerta del ascensor, Eddie consigue desbloquear el mecanismo de cierre con un destornillador y atraviesan un bloque de paneles de yeso hasta llegar a la habitación del conserje; sólo Eve consigue salir antes de que el ascensor descienda debido a la rotura de los cables, impidiendo que los demás escapen por el agujero. 
Jeffrey le dice a Eve que la quiere y le promete que se verán en el vestíbulo antes de que todos los que están en el ascensor se tumben boca arriba y se preparen para el impacto mientras el ascensor empieza a caer. El ascensor baja a toda velocidad hasta el nivel del vestíbulo, pero todos sobreviven con heridas. Eve encuentra a un bombero que le ayuda a abrir la puerta del ascensor y todos salen excepto Jeffrey, que se queda atrapado en el ascensor mientras éste desciende. El bombero sube al ascensor, abre el conducto de emergencia y alcanza a Jeffrey mientras la Torre Norte se derrumba.

## Castin
- Charlie Sheen como Jeffrey Cage
- Gina Gershon como Eve Cage
- Luis Guzmán como Eddie
- Wood Harris como Michael
- Olga Fonda como Tina
- Bruce Davison como Monohan
- Jacqueline Bisset como Diane
- Whoopi Goldberg como Metzie
- Faune A. Chambers como Holly
- Whitney Avalon como Nicki
- Ian Fisher como bombero

## Producción
En marzo de 2016, se anunció que Charlie Sheen y Whoopi Goldberg protagonizarían "Nine Eleven", un drama de acción centrado en cinco personas atrapadas en un ascensor en el World Trade Center durante los atentados del 11 de septiembre cuyo rodaje estaba previsto para ese mes en Long Beach (California). Gina Gershon se unió al reparto ese mismo mes.

## Estreno
El primer tráiler se estrenó el 21 de julio de 2017, recibiendo reacciones en contra. Zack Sharf, de IndieWire, describió la película como "una de las más ofensivas jamás rodadas", en parte debido a que "el derrumbe de las Torres Gemelas se utiliza como un tic-tac". El New York Daily News también señaló que el tráiler había sido "criticado en las redes sociales como 'ofensivo'". La película se estrenó el 8 de septiembre de 2017, casi 16 años después de los atentados.

## Recepción

### Taquilla
El 11-S recaudó 170 000 dólares en Estados Unidos y Canadá y 30 229 dólares en otros territorios, con un total mundial de 200 229 dólares.
La película se estrenó en 3 días en Norteamérica, en 425 salas. La película recaudó 55 000 dólares el primer día y terminó el fin de semana con 170 000 dólares, situándose en el puesto 29 con una media de 400 dólares por sala. En Portugal, la película terminó en el puesto 16 en su primer fin de semana, con 9588 dólares en 11 salas, y una media de 871 dólares por pantalla. En su segundo fin de semana, la película descendió un 74,6 %, con 2432 dólares, terminando en el puesto 25. La película terminó con 20 407 dólares en taquilla en el país. En Sudáfrica, la película terminó 18.ª en su primer fin de semana, recaudando 4808 dólares en 10 salas, con una media de 480 dólares por pantalla. La película cayó un 58,7 % en su segundo fin de semana hasta el puesto 22, con 1984 dólares y una media de 180 dólares por pantalla. La película se mantuvo en el puesto 22 en su tercer fin de semana y terminó en el país con una recaudación de 9 822 dólares.

### Respuesta de la crítica
En el agregador de críticas Rotten Tomatoes, la película tiene un índice de aprobación del 20%, basado en 10 críticas, con una puntuación media de 2,6/10. En Metacritic, la película tiene una puntuación media ponderada de 20 sobre 100, basada en 4 críticos, lo que indica "críticas generalmente desfavorables".
Kimber Meyers, de Los Angeles Times, hizo una crítica negativa de la película, afirmando que "el 11-S se basa en el peso emocional de su día homónimo, manipulando al público con sentimientos que no tienen nada que ver con el desastre que se muestra en pantalla". En una crítica igualmente desfavorable, Frank Scheck, de The Hollywood Reporter, señaló que el 11-S "resulta tan explotadora que la dedicatoria de los créditos finales a las víctimas y a los primeros intervinientes resulta chabacana". Rich Juzwiak, crítico de Jezebel, escribió que aunque la película termina con las palabras "Nunca olvides" escritas en la pantalla, "No lo haré, 11-S, pero has hecho todo lo posible para que quiera hacerlo".
Alonso Duralde, de TheWrap, alabó las interpretaciones de Gina Gershon y Jacqueline Bisset y escribió: "Dieciséis años después, el 11-S sigue siendo un tema demasiado delicado como para que una película tan torpe como 9/11 acierte del todo. E incluso si la película se basa demasiado en el horror real del suceso para dotarla de cierta seriedad, las interpretaciones tocan las emociones de forma honesta y merecida".

### Charlie Sheen y el Movimiento por la verdad del 11-S
En 2006, Charlie Sheen llamó al programa de radio de extrema derecha sobre teorías de la conspiración presentado por Alex Jones para expresar su apoyo al Movimiento por la verdad del 11-S, que entonces estaba creciendo. Sheen sugirió que las Torres Gemelas habían sido destruidas debido a una demolición controlada, a la que siguió un encubrimiento por parte del gobierno estadounidense: "Me parece una teoría conspirativa que 19 aficionados con cúteres se apoderen de cuatro aviones comerciales y acierten en el 75% de sus objetivos". En 2006, Sheen habló en una convención truther sobre el 11-S en Los Ángeles con Alex Jones, y más tarde reafirmó sus creencias sobre la conspiración en el programa Jimmy Kimmel Live!.
Cuando Sheen fue entrevistado por The Hollywood Reporter en septiembre de 2017, reafirmó su creencia en el movimiento truther del 11-S, comentando: "No se me acababan de ocurrir cosas sobre el 11-S. Estaba imitando a personas mucho más inteligentes y experimentadas que yo, que tenían preguntas muy similares. No es por dejar esto atrás porque, como brillantemente se ha escrito, "nunca debemos olvidar", pero todavía hay un par de cosas basadas en la simple física que exigen cierta medida de investigación".
Pete Davidson, entonces miembro del reparto de Saturday Night Live, cuyo padre, bombero, murió en los atentados del 11-S, condenó la película en un post de Instagram, citando la historia de Sheen con el movimiento truther. Otros calificaron de hipócrita la decisión del director Martin Guigui de incluir a un truther del 11-S en una película sobre los atentados. La coprotagonista Gina Gershon afirmó no haber sabido nada de las declaraciones anteriores de Sheen relacionadas con la conspiración hasta que terminó el rodaje del 11-S; señaló que habría hablado con Sheen sobre esos comentarios antes de comprometerse con el proyecto.